# Slaget i Fuxerna
Slaget i Fuxerna år 1101 skildras av Snorre Sturlasson i Magnus Barfots saga.
Enligt samma källor ska slaget ha utgjort kulmen på striderna mellan norrmän och götalänningar som bottnade i den norske kung Magnus anspråk på Markerna (Dalsland och södra Värmland) och Vänerområdet. 
Efter att ha härjat dessa områden (som Harald Hårfager en gång påstods ha erövrat) ska Magnus hösten 1099 ha byggt en borg på Kållandsö där han lämnade kvar en försvarsstyrka på 300 man. Denna fästning ska dock snart ha intagits och bränts ner av Inge den äldre.
Efter islossningen år 1100 seglade norrmännen uppför Göta älv till Fuxerna, vid nuvarande Lilla Edet, varifrån man avancerade inåt landet. Då man korsat Slumpån en bit norrut drabbade man samman med Inges styrkor som i grund besegrade norrmännen, i närheten av nuvarande Sjuntorp. Kung Magnus ska själv ha varit nära att bli infångad men lyckats fly barfota och därigenom fått öknamnet Barfot.
Våren därpå återvände Magnus Barfot och besegrade denna gång svenskarna i Fuxerna under ett nattligt anfall. Det ska ha resulterat i en stor slakt där kung Inge och hans män tvingats fly hals över huvud.
Sommaren 1101 slöts slutligen fred på en ö i Göta älv. Förutom Magnus Barfot och Inge den äldre ska även den danske kungen Erik Ejegod ha närvarat. Man kom överens om gränsdragningen mellan länderna och Inge gifte bort sin dotter Margareta (som till minne av händelsen ska ha fått tillnamnet Fredkulla) med Magnus, som fick Dalsland i hemgift.